# Khammam
Khammam är en stad i delstaten Telangana i Indien, och är huvudort för ett distrikt med samma namn. Folkmängden uppgick till cirka 200 000 invånare vid folkräkningen 2011, och med förorter beräknades folkmängden till cirka 320 000 invånare 2018.